# Kongepokalen
Kongepokalen blev skabt af Prins Christian (senere Kong Christian X) første gang i 1905, da den blev vundet af Julius Jørgensen, og har lige siden været en vandrepokal, der gives til den danske mester i lang cross for mand. Blandt tidligere vindere finder man navne som Allan Zachariasen (1976,1978,1981 og 1982), Niels Kim Hjorth (1980 og 1983-1986), Henrik Jørgensen (1988-1990), Carsten Jørgensen (1992 og 1996-1998) og Steen Walter (2004-2007 og 2009).
Kongepokalen tildeles under præmieoverrækkelsen af en mand iført handsker, og vinderen af lang cross skal også være iført handsker når han holder pokalen. Ved Jesper Faurschous præmieoverrækkelse 2008 opstod der en fejl, så han var den første i mange år, som rent faktisk kunne røre pokalen uden handsker.
På pokalen er små guldpoletter hvorpå der på den ene side står klub og tid, og på den anden side står navn og årstal. Der er en guldpolet for hver af tidens vindere. 
Der blev i 2008 indført en ny pokal Peter Bistrup Pokalen, til minde om den nu afdøde idrætsleder Peter Bistrup. Pokalen er ligesom Kongepokalen også en vandrepokal, og uddeles til den kvindelige vinder af DM lang cross. 

## Tidligere vindere

### 10 km vindere
Siden 2002 har DM Lang Cross foregået over en 10 km distance
- 2022: Joel Ibler Lillesø Bagsværd Atletik Club
- 2021: Axel Vang Christensen FIF Hillerød Atletik
- 2020: Mikkel Dahl-Jessen AGF
- 2019: Abdi Hakim Ulad Hvidovre AM
- 2018: Abdi Hakim Ulad Hvidovre AM
- 2017: Peter Glans Odense Atletik
- 2016: Abdi Hakim Ulad Hvidovre AM
- 2015: Abdi Hakim Ulad Korsør AM
- 2014: Abdi Hakim Ulad Korsør AM
- 2013: Morten Munkholm Aarhus 1900
- 2012: Abdi Hakim Ulad Korsør AM
- 2011: Morten Munkholm Aarhus 1900
- 2010: Jakob Hannibal Sparta Atletik
- 2009: Steen Walter Sparta Atletik
- 2008: Jesper Faurschou Herning Løbeklub
- 2007: Steen Walter Sparta Atletik
- 2006: Steen Walter Sparta Atletik
- 2005: Steen Walter Sparta Atletik
- 2004: Steen Walter Sparta Atletik
- 2003: Robert K. Andersen Sparta Atletik
- 2002: Christian Olsen Sparta Atletik

### 12 km vindere
Fra 1973-2001 foregik distancen over 12 km
- 2001: Dennis Jensen Sparta Atletik
- 2000: Dennis Jensen Sparta Atletik
- 1999: Klaus Hansen Skovbakken
- 1998: Carsten Jørgensen Blovstrød Løverne
- 1997: Carsten Jørgensen Blovstrød Løverne
- 1996: Carsten Jørgensen Blovstrød Løverne
- 1995: Kåre Sørensen SNIK
- 1994: Klaus Hansen Skovbakken
- 1993: Kåre Sørensen SNIK
- 1992: Carsten Jørgensen Fredensborg AK
- 1991: Flemming Jensen Sparta Atletik
- 1990: Henrik Jørgensen Københavns IF
- 1989: Henrik Jørgensen Københavns IF
- 1988: Henrik Jørgensen Københavns IF
- 1987: Flemming Jensen Frederiksberg IF
- 1986: Niels Kim Hjorth Skive AM
- 1985: Niels Kim Hjorth Skive AM
- 1984: Niels Kim Hjorth Skive AM
- 1983: Niels Kim Hjorth Skive AM
- 1982: Allan Zachariasen Freja Odense
- 1981: Allan Zachariasen Freja Odense
- 1980: Niels Kim Hjorth AK Heden Grindsted
- 1979: Jørn Lauenborg Freja Odense
- 1978: Allan Zachariasen Freja Odense
- 1977: Karsten Hald Nielsen AGF
- 1976: Allan Zachariasen Freja Odense
- 1975: Gert Kærlin AK73
- 1974: Gert Kærlin AK73
- 1973: Gert Kærlin AK73

### 8 km vindere
Fra 1916-1972 foregik distancen over 8 km
- 1972: Jørn Lauenborg 	Freja Odense
- 1971: Jørn Lauenborg 	Freja Odense
- 1970: Flemming Kempel Randers KFUM
- 1969: Sigfred Kristensen Skive AM
- 1968: Sigfred Kristensen Skive AM
- 1967: Sten Svejdal Hvidovre IF
- 1966: Søren Romby Larsen AGF
- 1965: Claus Børsen AGF
- 1964: Niels Nielsen Viborg AF
- 1963: Niels Nielsen 	Viborg AF
- 1962: Niels Nielsen 	Viborg AF
- 1961: Niels Nielsen 	Viborg AF
- 1960: Thyge Thøgersen IF Gullfoss
- 1959: Thyge Thøgersen 	IF Gullfoss
- 1958: Poul Jensen 	Kammeraterne, Aalborg
- 1957: Thyge Thøgersen 	IF Gullfoss
- 1956: Johannes Lauridsen AIK Vejgård
- 1955: Poul Jensen 	AIK Vejgård
- 1954: Poul Jensen 	Aalborg FF
- 1953: Poul Jensen 	AIK Vejgård
- 1952: Thyge Thøgersen 	IF Gullfoss
- 1951: Poul Jensen 	AIK Vejgård
- 1950: Poul Jensen 	AIK Vejgård
- 1949: Richard Greenfort AIK 95
- 1948: Kaj Hansen 	Aalborg FF
- 1947: Aage Poulsen Helsingør IF
- 1946: Alf Olesen 	Københavns IF
- 1945: Alf Olesen 	Københavns IF
- 1944: Alf Olesen 	Københavns IF
- 1943: Knud Poulsen 	AIK 95
- 1942: Kaj Hansen 	Aalborg FF
- 1941: Martin Jensen Københavns IF
- 1940: Harry Siefert AC 37
- 1939: Martin Jensen Københavns IF
- 1938: Harry Siefert 	Sparta
- 1937: Poul Eriksen Sparta
- 1936: Harry Siefert 	Sparta
- 1935: Christian Markersen Sparta
- 1934: Christian Markersen 	Sparta
- 1933: Henry Nielsen 	Sparta
- 1932: Christian Markersen Sparta
- 1931: Anders Axelsen Århus 1900
- 1930: Aksel Pedersen[flertydigt link ønskes præciseret] Sparta
- 1929: Aksel Pedersen 	Sparta
- 1928: Axel Petersen AIK 95
- 1927: Orla Berg 	Frederiksberg IF
- 1926: Axel Petersen AIK 95
- 1925: Orla Berg 	Frederiksberg IF
- 1924: Orla Berg 	Frederiksberg IF
- 1923: Julius Ebert 	AIK 95
- 1922: Julius Ebert 	AIK 95
- 1921: Arthur Nielsen 	AIK 95
- 1920: Albert Andersen Sparta
- 1919: Albert Andersen Sparta
- 1918: Harry Nielsen 	Københavns IF
- 1917: Frantz Petersen 	AIK 95
- 1916: Frantz Petersen 	AIK 95

### 15 km vindere
Fra 1905-1915 foregik distancen over 15 km
- 1915: Lauritz Dam Sparta
- 1914: Viggo Pedersen 	Københavns IF
- 1913: Lauritz Christiansen 	Københavns IF
- 1912: Viggo Pedersen 	Københavns IF
- 1911: Carl Hansen 	Ben Hur
- 1910: Viggo Pedersen 	Stadion
- 1909: Viggo Pedersen 	Stadion
- 1908: Emanuel Hultmann 	Københavns IF
- 1907: Kjeld Nielsen 	Ben Hur
- 1906: Kjeld Nielsen 	Ben Hur
- 1905: Julius Jørgensen 	AIK 95